# Sonnefeld

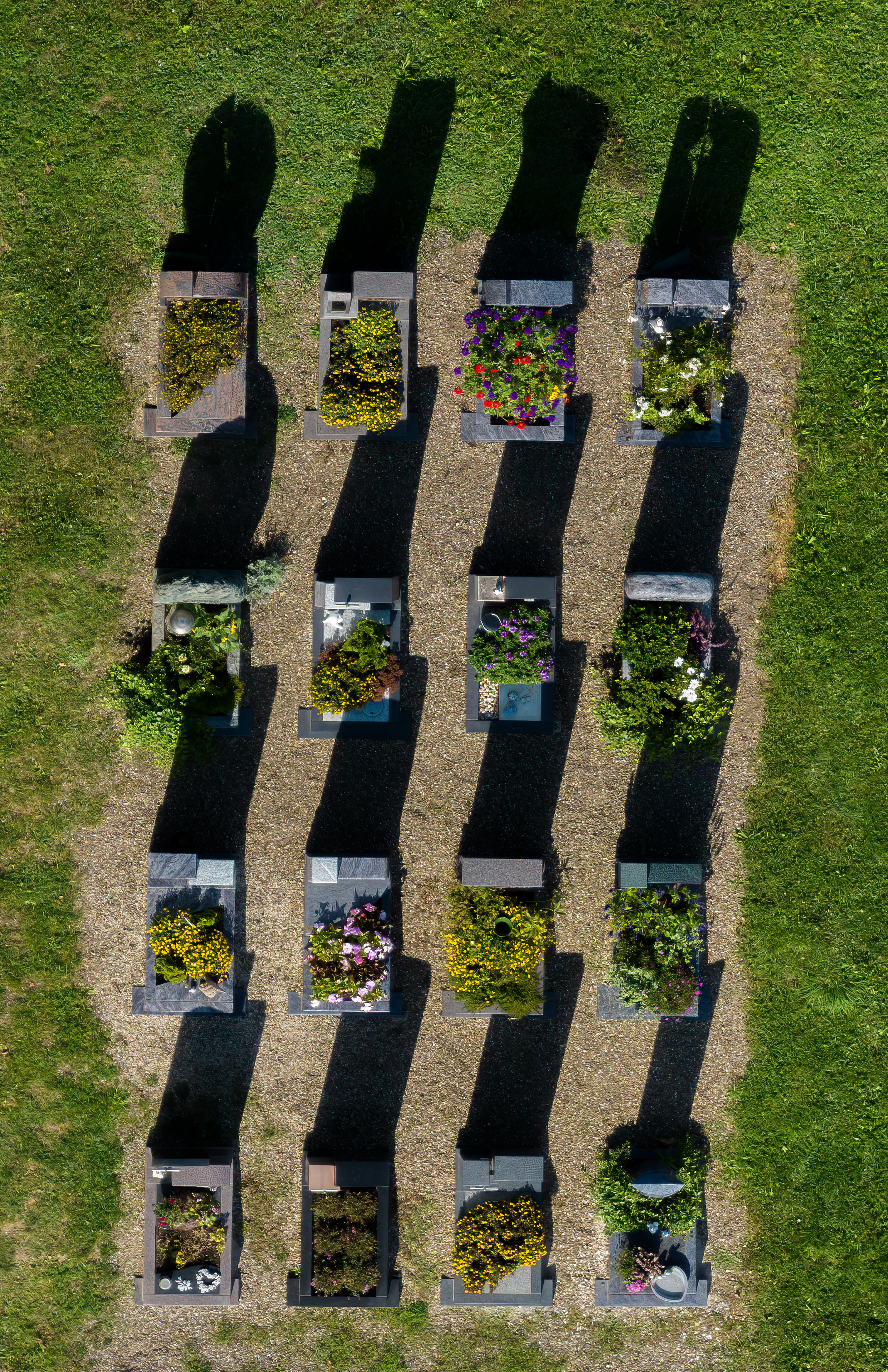
Tombes aux cimetières de Sonnefeld. Aout 2023.

Sonnefeld est une commune allemande, située en Bavière, dans l'arrondissement de Cobourg.

## Personnalités liées à la ville
- Werner Krauss (1884-1959), acteur né à Gestungshausen.
- Georg Alexander Hansen (1904-1944), militaire né à Sonnefeld.